# Клингенберг-ам-Майн
Клингенберг-на-Майне (нем. Klingenberg am Main) — город и городская община в Германии, в земле Бавария. 
Подчинён административному округу Нижняя Франкония. Входит в состав района Мильтенберг.  Население составляет 6161 человек (на 31 декабря 2010 года). Занимает площадь 21,14 км². Официальный код  —  09 6 76 134.
Городская община подразделяется на 3 городских района.

## Население
По оценке на 31 декабря 2015 года население общины Клингенберг-ам-Майн составляет 6112 чел. 

| Дата      | 1840 | 1871 | 1900 | 1925 | 1939 | 1950 | 1961 | 1970 | 1987 | 2011 |
| --------- | ---- | ---- | ---- | ---- | ---- | ---- | ---- | ---- | ---- | ---- |
| Население | 2520 | 2477 | 3127 | 3620 | 3801 | 5711 | 5884 | 6629 | 6009 | 6128 |

| Год       | 1960 | 1970 | 1980 | 1990 | 2000 | 2009 | 2010 | 2011 | 2012 | 2013 | 2014 | 2015 |
| --------- | ---- | ---- | ---- | ---- | ---- | ---- | ---- | ---- | ---- | ---- | ---- | ---- |
| Население | 5797 | 6629 | 6354 | 6084 | 6361 | 6188 | 6161 | 6084 | 6106 | 6188 | 6119 | 6112 |